# Château Pèlerin
Château Pèlerin (auch Chastel Pelerin, lateinisch Castrum peregrinorum, Pilgerburg, Burg Pelerin oder Festung Atlit genannt) ist eine Kreuzfahrerburg in unmittelbarer Nähe der Ortschaft Atlit in Israel. Die Burg wurde 1218 durch die Tempelritter erbaut. Auf dem Festland war das Château Pèlerin die letzte Festung der Kreuzritter im Heiligen Land und die Einzige, die nie von einem Feind erobert wurde. Am 14. August 1291 gaben die Templer die Burg auf und zogen sich nach Zypern zurück.

## Lage
Die Kreuzfahrerburg Pèlerin befindet sich an der israelischen Karmelküste zu Füßen des Karmelgebirges, etwa 20 km südlich von Haifa auf einer felsigen Halbinsel.

## Geschichte
Im Februar 1218, während des Fünften Kreuzzugs, begannen die Templer mit der Errichtung der Burganlage auf den Ruinen einer alten phönizischen Siedlung. Sie sollte die ältere Burg Le Destroit ersetzen, die sich etwas weiter im Hinterland der Küste befand. Viele Teilnehmer des Fünften Kreuzzugs beteiligten sich an den Bauarbeiten, unter ihnen auch Walter II. von Avesnes.

### Herrschaft der Kreuzfahrer
Trotz der häufigen Belagerungen unter der Herrschaft der Tempelritter konnte das Château Pèlerin wegen seiner ausgezeichneten Lage und Bauweise und wegen der Möglichkeit, die Burg über das Meer zu versorgen, nie von einem Feind eingenommen werden. 1220 wurde die Festung durch die Ayyubiden unter dem Befehl von al-Muʿazzam, dem Bruder Sultan al-Kamils belagert. Während der Belagerung durch die Mamluken unter Sultan Baibars im Jahre 1265 wurde die Siedlung Atlit zerstört. Nach der Eroberung von Akkon am 18. Mai 1291 durch die Mamluken unter Sultan Chalil brach das Königreich Jerusalem zusammen und die Templer verloren ihre Rolle als Beschützer der Pilger und Verteidiger des heiligen Landes. Die Verteidiger von Akkon, die entkommen konnten, flohen nach Zypern oder zogen sich in das Château Pèlerin zurück. Die Burg konnte jetzt jedoch nur noch über das Meer versorgt werden. Die Templer waren gezwungen, die letzte große Festung der Kreuzritter im Heiligen Land in der Zeit zwischen dem 3. August 1291 und dem 14. August 1291 zu evakuieren. Nur die wasserlose Insel Aruad blieb noch bis zum 28. September 1302 im Besitz des Ordens.

### Herrschaft der Mamluken und Osmanen
Das Château Pèlerin wurde von den Mamluken nicht zerstört, wie sonst die normale Praxis bei der Eroberung einer Kreuzfahrerburg war. Sie blieb über Jahrhunderte in gutem Zustand erhalten, bis sie 1837 durch ein Erdbeben beschädigt wurde. Ibrahim Pascha benutzte die Burg 1840 als Steinbruch, um Baumaterial für Akkon zu gewinnen.

### Britisches Völkerbundsmandat für Palästina
Eine große, durch die britische Mandatsmacht finanzierte Ausgrabung wurde von C. N. Johns zwischen 1930 und 1934 durchgeführt. Die Burg war ein Teil des Flüchtlingslagers von Atlit, in dem von den britischen Behörden jüdische Einwanderer (siehe Alija) interniert wurden, die illegal nach Palästina kamen. Am 10. Oktober 1945 wurden die Internierten von der Hagana befreit.

### Israel
Die Burg ist heute militärisches Sperrgebiet. Sie wird von Kommandoeinheiten der Israelischen Marine als Trainingsgelände genutzt.

## Anlage

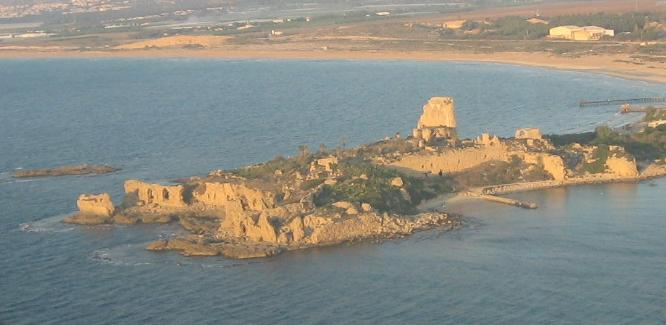
Luftbild der Festung Atlit (Château Pelerin)

Zwei Mauern und ein flacher Graben auf Höhe des Meeresspiegels riegelten die Festung gegen das Land ab. Die äußeren Mauern waren annähernd 15 m hoch und 6 m dick, zusätzlich verstärkt mit drei rechteckigen Türmen und einer Plattform für die Artillerie auf dem Dach. Die inneren Mauern waren etwa 30 m hoch und 12 m dick, mit zwei rechteckigen Türmen, einem nördlichen und einem südlichen, die jeweils etwa 34 m hoch waren. Da die innere Mauer höher als die äußere war, waren die Verteidiger in der Lage, Ziele über die erste Mauer hinweg zu beschießen. Dies ermöglichte einen besseren Schutz vor dem Beschuss durch die Belagerer. Teil der strategischen Ausstattung der Burg war ein geschützter Hafen auf der Südseite der Halbinsel. Innerhalb der Befestigungen gab es drei Süßwasserbrunnen.
Im Château Pèlerin konnte eine Besatzung von bis zu 4.000 Männern den Angreifern während einer Belagerung trotzen. Die Siedlung von Atlit, die vor den Mauern der Burg entstanden war, wurde später ebenfalls befestigt. Die beherrschende Position der Burg im Umland und an der Küstenstraße ermöglichte es, die Pilger zu schützen und Zölle und Abgaben zur Deckung der laufenden Kosten der Burg zu erheben. Die Burg wurde vermutlich nach den Pilgern (französisch pèlerin, Pilger) benannt, die ihre Arbeit während des Aufbaus freiwillig leisteten.

## Rezeption – Castrum Peregrini
Im Dezember 1940 mietete Gisèle van Waterschoot van der Gracht den dritten Stock eines Hauses in der Herengracht 401 in Amsterdam. In dieser Zeit lernte sie auch Wolfgang Frommel kennen. Dieser suchte für sich und zwei jüdische Schüler aus der Quäkerschule Eerde Schutz vor der nationalsozialistischen Verfolgung. Gisèle van Waterschoot bot dafür ihre Wohnung in der Herengracht 401 an. Die neuen (Mit-)Bewohner gaben ihr den Codenamen Castrum Peregrini, weil diese Pilgerburg nie eingenommen worden war. Ihnen schien das ein gutes Omen für ihr Versteck zu sein, in dem sie in der Tat die Zeit bis zum Ende des Zweiten Weltkriegs unbeschadet überleben konnten.